# Моя любов (фільм, 1940)
«Моя любов» (рос. «Моя любовь») — білоруський радянський художній фільм 1940 року режисера Володимира Корш-Сабліна.

## Сюжет
Історія дуже славної дівчини, до якої залицяються відразу двоє молодих людей. Коли у дівчини вмирає сестра, вона усиновляє її малюка, нікому нічого не пояснюючи. Цей вчинок призводить згодом до цілої серії непорозумінь із залицяльниками, але одразу стає ясно, хто з шанувальників може розраховувати на взаємність...

## У ролях
- Лідія Смирнова
- Іван Переверзєв
- Володимир Чобур
- Фелікс Черноусько
- Володимир Шишкін
- Олег Солюс
- Наум Соколов
- Микола Трофимов
- Марія Ключарева
- Олексій Матов
- Марія Шленська

## Творча група
- Сценарій: Йосиф Прут
- Режисер: Володимир Корш-Саблін
- Оператор: Давид Шлюглейт
- Композитор: Ісаак Дунаєвський